# Luchthaven Kaunas
Luchthaven Kaunas is de tweede luchthaven van Litouwen en ligt ongeveer 15 km ten noordoosten van Kaunas. De luchthaven werd in gebruik genomen nadat de activiteiten werden overgeheveld vanaf S. Darius and S. Girėnas Airport, een andere luchthaven in de nabijheid van Kaunas. Er werd een nieuwe terminal geopend in 2008, die ontworpen is op het verwerken van 800.000 passagiers per jaar.

## Maatschappijen en bestemmingen
- AirBaltic - Riga
- Rusline - Moskou-Domodedovo
- Wizz Air - London Luton Airport, Vliegbasis Eindhoven
- Ryanair - Birmingham, Bristol, Dublin, Edinburgh, Frankfurt-Hahn, Londen-Gatwick, Londen-Luton (vanaf 15 mei 2013), Londen-Stansted, Oslo-Rygge, Stockholm-Skavsta, Tampere

Seizoensgebonden Alicante, Cagliari, Kos, Malta, Palma de Mallorca, Paphos, Rhodos, Trapani
Cargo:
- Lufthansa Cargo - Frankfurt, Mumbai